# Prisma triangular aumentado
En geometría, el prisma triangular aumentado es uno de los sólidos de Johnson (J49). Como sugiere su nombre, puede construirse aumentando un prisma triangular mediante la fijación de una pirámide cuadrada (J1) a una de sus caras ecuatoriales. El sólido resultante muestra una similitud superficial con el girobifastigium (J26), con la diferencia de que el girofastigium se construye pegando a un prisma triangular otro prisma triangular, en lugar de una pirámide cuadrada.
Los 92 sólidos de Johnson fueron nombrados y descritos por Norman Johnson en 1966.